# Vale Esperança (Cariacica)
Vale Esperança é um bairro da Grande Bela Aurora, situado no município de Cariacica, no estado do Espírito Santo e primeiramente ocupado pelos trabalhadores da antiga COFAVI (Companhia Ferro e Aço de Vitória, atual ArcelorMittal Belgo).
É um bairro relativamente pequeno, com 11 ruas e somente duas avenidas(Avenida Central e Avenida Perimetral), com um comércio pouco expressivo.